# Halbvokal

Artikulationsorte:
1. exolabial 2. endolabial 3. dental 4. alveolar 5. postalveolar 6. präpalatal 7. palatal 8. velar 9. uvular 10. pharyngal 11. glottal 12. epiglottal 13. radikal 14. posterodorsal 15. anterodorsal 16. laminal 17. apikal 18. sublaminal

Ein Halbvokal (auch: Semivokal, Halbkonsonant) ist phonologisch als Unterklasse der Approximanten definiert.
Halbvokale haben artikulatorisch gesehen vokalische Eigenschaften, indem der Atemluftstrom beim Sprechen nicht durch Verengung des Stimmtraktes blockiert wird (im Gegensatz zu Konsonanten), unterscheiden sich aber von Vokalen, indem sie nicht den Silbenkern bilden, sondern zur Silbenschale gehören wie beispielsweise das [j] in den Wörtern Por·tion und Fjord.
Halbvokale, wie auch andere Approximanten, entstehen im Allgemeinen durch eine engere Konstriktion als ein Vokal. Diese Konstriktion ist aber nicht ausreichend, um Reibung zu erzeugen, so dass man von einem Reibelaut sprechen könnte. Daher auch die Bezeichnung Approximant: die Zunge nähert sich nur der Artikulationsstelle an, die, wenn sie von der Zunge noch näher berührt würde, einen Frikativ erzeugen würde.
- [⁠j⁠] stimmhafter palataler Approximant: Entspricht praktisch dem deutschen J [⁠j⁠]. Der deutsche „ich-Laut“ [⁠ç⁠] ist hingegen stimmlos, etwas geschlossener und dadurch ein Reibelaut.
- [⁠ɥ⁠] labialisierter stimmhafter palataler Approximant: Im Französischen tritt oft das geschriebene u als Halbvokal [⁠ɥ⁠] auf: 'nuit' [nɥi]; 'fuir' [fɥi:r]; ein labialisiertes J [⁠j⁠], bzw. ein unsilbisches ü [⁠y⁠]. Im Deutschen ist dieser Laut sehr selten, kommt aber in Wörtern wie Libyen und Zyanose vor.
- [⁠ɰ⁠] Stimmhafter velarer Approximant
- [⁠w⁠] labialisierter stimmhafter velarer Approximant: Auch zum Beispiel das englische w in water, what ist ein Halbvokal.

| Pulmonale Konsonanten gemäß IPA (2005) | bilabial | bilabial | labio- dental | labio- dental | dental | dental | alveolar | alveolar | post- alveolar | post- alveolar | retroflex | retroflex | palatal | palatal | velar | velar | uvular | uvular | pha- ryngal | pha- ryngal | glottal | glottal |
| --- | -------- | -------- | ------------- | ------------- | ------ | ------ | -------- | -------- | -------------- | -------------- | --------- | --------- | ------- | ------- | ----- | ----- | ------ | ------ | ----------- | ----------- | ------- | ------- |
| Pulmonale Konsonanten gemäß IPA (2005) | stl.     | sth.     | stl.          | sth.          | stl.   | sth.   | stl.     | sth.     | stl.           | sth.           | stl.      | sth.      | stl.    | sth.    | stl.  | sth.  | stl.   | sth.   | stl.        | sth.        | stl.    | sth.    |
| Plosive | p        | b        |               |               |        |        | t        | d        |                |                | ʈ         | ɖ         | c       | ɟ       | k     | ɡ     | q      | ɢ      |             |             | ʔ       |         |
| Nasale |          | m        |               | ɱ             |        |        |          | n        |                |                |           | ɳ         |         | ɲ       |       | ŋ     |        | ɴ      |             |             |         |         |
| Vibranten |          | ʙ        |               |               |        |        |          | r        |                |                |           |           |         |         |       |       |        | ʀ      |             |             |         |         |
| Taps/Flaps |          |          |               | ⱱ             |        |        |          | ɾ        |                |                |           | ɽ         |         |         |       |       |        |        |             |             |         |         |
| Frikative | ɸ        | β        | f             | v             | θ      | ð      | s        | z        | ʃ              | ʒ              | ʂ         | ʐ         | ç       | ʝ       | x     | ɣ     | χ      | ʁ      | ħ           | ʕ           | h       | ɦ       |
| laterale Frikative |          |          |               |               |        |        | ɬ        | ɮ        |                |                |           |           |         |         |       |       |        |        |             |             |         |         |
| Approximanten |          |          |               | ʋ             |        |        |          | ɹ        |                |                |           | ɻ         |         | j       |       | w¹    |        |        |             |             |         |         |
| laterale Approximanten |          |          |               |               |        |        |          | l        |                |                |           | ɭ         |         | ʎ       |       | ʟ     |        |        |             |             |         |         |
| ¹Als stimmhafter velarer Approximant (Halbvokal) wurde hier die labialisierte Variante [w] eingefügt, anstatt der nicht labialisierten Variante [ɰ]. |          |          |               |               |        |        |          |          |                |                |           |           |         |         |       |       |        |        |             |             |         |         |